# IC 1724
IC 1724 ist eine Linsenförmige Galaxie vom Hubble-Typ S0/a im Sternbild Sculptor am Südsternhimmel. Sie ist schätzungsweise 167 Millionen Lichtjahre von der Milchstraße entfernt und hat einen Durchmesser von etwa 65.000 Lichtjahren.

Im selben Himmelsareal befindet sich u. a. die Galaxie IC 1722.
Das Objekt wurde im Jahr 1899 von DeLisle Stewart entdeckt.